# Municipio de Pitiquito
El municipio de Pitiquito es uno de los 72 municipios en que se encuentra dividido el estado mexicano de Sonora, se encuentra en la zona noroeste de la entidad y su cabecera es el pueblo de Pitiquito.

## Geografía
El municipio de Pitiquito se encuentra localizado en la zona noroccidental del estado de Sonora, formada mayoritariamente por el Desierto de Sonora y en la costa del Golfo de California, sus coordenadas extremas son 29°19′ - 30°55′ de latitud norte y 111°23′ - 112°45′ de longitud oeste, su altitud fluctúa desde los 0 metros sobre el nivel del mar en la costa, hasta los 1 400 metros sobre el nivel del mar. Tiene una extensión territorial 11 979.96 kilómetros cuadrados que lo convierten en el segundo municipio más extenso del estado solo superado por el de Hermosillo y en décimo cuarto más extenso de todo México.
Su límites son al norte con el municipio de Caborca y con el municipio de Altar, al noreste con el municipio de Trincheras y con el municipio de Benjamín Hill, al este con el municipio de Carbó y al sur con el municipio de Hermosillo; todo su costado occidental está formado por la costa del Golfo de California.

## Demografía
De acuerdo a los resultados del Censo de Población y Vivienda de 2010 realizado por el Instituto Nacional de Estadística y Geografía, la población total de Pitiquito es de 9 468 habitantes, de los cuales 4 936 son hombres y 4 532 son mujeres.

### Localidades
El municipio de Pitiquito tiene un total de 328 localidades, las principales y su población en 2010 son las que a continuación se enlistan:
| Localidad                               | Población |
| Total Municipio                         | 9 468     |
| Pitiquito                               | 5 410     |
| Puerto Libertad                         | 2 782     |
| Desemboque de los Seris (El Desemboque) | 287       |
| La Estación (Estación Pitiquito)        | 201       |
| Félix Gómez (El Dipo)                   | 176       |

## Política
El gobierno del municipio es ejercido por el Ayuntamiento, que es electo por voto universal, directo y secreto para un periodo de tres años que no pueden ser reelegidos para el periodo inmediato pero si de forma no continua, el ayuntamiento lo conforman el presidente municipal, el síndico y el cabildo formado por cinco regidores, tres electos por mayoría y dos por el principio de representación proporcional; todos entran a ejercer su cargo el día 16 de septiembre del año en que se llevó a cabo su elección.

### Representación legislativa
Para la elección de diputados locales al Congreso de Sonora y de diputados federales a la Cámara de Diputados de México el municipio de Pitiquito se encuentra integrado en los siguientes distritos electorales:
Local:
- III Distrito Electoral Local de Sonora con cabecera en la ciudad de Caborca.[7]

Federal:
- I Distrito Electoral Federal de Sonora con cabecera en la ciudad de San Luis Río Colorado.[8]